# Operclipygus farctus
Operclipygus farctus är en skalbaggsart som först beskrevs av Sylvain Auguste de Marseul 1864.  Operclipygus farctus ingår i släktet Operclipygus och familjen stumpbaggar. Inga underarter finns listade i Catalogue of Life.